# زاميا مائلة
زاميا مائلة (الاسم العلمي: Zamia obliqua) هي نوع من النباتات تتبع جنس الزاميا من الفصيلة الزامية.